# Iuri Poiàrkov
Iuri Poiàrkov   (Khàrkiv, 10 de febrer de 1937 - Khàrkiv, 10 de febrer de 2017) fou un jugador de voleibol ucraïnès que va competir sota bandera soviètica durant les dècades de 1960 i 1970.
El 1964 va prendre part en els Jocs Olímpics de Tòquio, on guanyà la medalla d'or en la competició de voleibol. Quatre anys més tard, als Jocs de Ciutat de Mèxic, revalidà la medalla d'or en la mateixa competició. El 1972 va disputar els seus tercers i darrers Jocs a Múnic, on guanyà la medalla de bronze en la competició de voleibol. En el seu palmarès també destaquen dues medalles d'or (1960 i 1962) i una de bronze (1966) al Campionat del Món de voleibol, una d'or (1965) i una de bronze (1969) a la Copa del Món de voleibol i dues d'or (1967 i 1971) i una de bronze (1963) al Campionat d'Europa de voleibol.
A nivell de clubs jugà amb el Burevestnik Khàrkiv, amb qui guanyà la lliga soviètica de 1967.